# Бубнов Олександр Вікторович
Бубнов Олександр Вікторович (рос. Бубнов Александр Викторович; нар. 10 жовтня 1955, Люберці, Московська область, РРФСР, СРСР) — радянський футболіст, захисник. Виступав за збірну СРСР. Відомий за виступами за московські футбольні клуби: «Динамо» і «Спартак». Майстер спорту (1975), майстер спорту міжнародного класу (1976).

## Титули і досягнення
- Чемпіон СРСР: 1976 (в), 1987, 1989
- Володар Кубка СРСР: 1977
- Володар Суперкубка СРСР: 1977
- Чемпіон Європи (U-23): 1976